# Hyptia rufosignata
Hyptia rufosignata är en stekelart som beskrevs av Jean-Jacques Kieffer 1904. Hyptia rufosignata ingår i släktet Hyptia och familjen hungersteklar. Inga underarter finns listade i Catalogue of Life.